# Скотт, Ридли
Ри́дли Скотт (англ. Ridley Scott; род. 30 ноября 1937, Саут-Шилдс) — британский кинорежиссёр и кинопродюсер. Старший брат режиссёра и продюсера Тони Скотта. Обладатель премии Каннского кинофестиваля за лучший дебют, обладатель и пятикратный номинант на премию BAFTA, четырёхкратный номинант на премии «Оскар» и «Золотой глобус».
Скотт работал в самых разных жанрах, но наибольшей известности добился историческими («Гладиатор», «Царство небесное», «Последняя дуэль» и др.) и фантастическими («Чужой», «Бегущий по лезвию», «Марсианин» и др.) картинами. Его «Гладиатор» получил главный «Оскар» за лучший фильм. Скотт начинал кинокарьеру как художник-постановщик, и по сей день многие его фильмы отличаются масштабными и детальными декорациями и костюмами и узнаваемым визуальным стилем. Из-за размаха и неторопливости, присущих стилю Скотта, не менее десятка его картин выходили в широкий прокат в сокращённом виде и позже получали расширенную режиссёрскую версию на видео.

## Биография
Фрэнсис Перси Скотт, отец Ридли, был моряком торгового флота, а позже стал партнёром морского судоходного предприятия. Властная, но добрая мать Элизабет Скотт — актрисой. Его старший брат Фрэнк поступил на службу в Британский торговый флот, когда Ридли был ещё маленьким, и они редко виделись. Семья Скоттов часто переезжала, они жили в Камбрии, Уэльсе. Во время Второй мировой войны отец, обладавший незаурядными лидерскими качествами, дослужился до звания бригадного генерала. В 1944 году у Ридли появился младший брат Тони. С 1947 года по 1952 год семья жила в Германии, где отец служил в союзническом контингенте, а Ридли учился в школе для экспатриантов. Из Германии Скотты вернулись в Англию, где обосновались в городе Стоктон-он-Тисе (графство Дарем).
После окончания школы он учился на дизайнера в Колледже искусств Вест Харпула, а затем в Королевском колледже искусств в Лондоне (1960—1962). В колледже он снял свой первый фильм — короткометражку «Парень и велосипед», где главные роли играли его отец и младший брат. После окончания колледжа он поступил на работу в Би-би-си, где сначала выполнял обязанности дизайнера и художника-постановщика в телесериалах, а затем стал их режиссёром.
Скотт оставил Би-би-си в 1968 году и основал собственную компанию по производству рекламы Ridley Scott Associates, где работали Алан Паркер, Хью Хадсон и его брат Тони. За свою карьеру Ридли Скотт снял около 3 тысяч рекламных роликов.
В 1970 году Тони и Ридли Скотты основали продюсерскую компанию Scott Free Productions.
В 1977 году вышел его первый полнометражный фильм «Дуэлянты» по повести Джозефа Конрада «Дуэль», действие которого происходило в эпоху Наполеоновских войн. Главных героев — французских офицеров сыграли Кит Кэррадайн и Харви Кейтель, а сцены дуэлей ставил постановщик боёв Уильям Хоббс. За «Дуэлянтов» Скотт получил приз за лучший дебют на Каннском фестивале.
Скотт хотел поставить киновариант оперы «Тристан и Изольда», но после просмотра «Звёздных войн» решил снять фильм в научно-фантастическом жанре. В 1979 году вышел фильм «Чужой», в котором команда космического грузовика сталкивается с космическим чудовищем. Фильм был успешен в прокате, сделал известной актрису Сигурни Уивер и стал началом киносерии, фильмы в которой снимали как другие режиссёры, так и сам Скотт.
После года работы над экранизацией «Дюны» Скотт получил предложение экранизировать роман Филипа Дика «Мечтают ли андроиды об электроовцах?» Фильм, получивший название «Бегущий по лезвию» (1982), провалился в прокате, несмотря на участие таких актёров, как Харрисон Форд, но спустя некоторое время стал оцениваться как один из лучших научно-фантастических фильмов.
В 1984 году режиссёр снял рекламный ролик компьютера Macintosh, сюжет которого отсылал к роману Джорджа Оруэлла «1984». Сейчас этот ролик, так и называемый «1984», считают шедевром и лучшей рекламой восьмидесятых.
В 1985 году вышел фильм в жанре фэнтези «Легенда» с начинающим актёром Томом Крузом, после которого Скотт решил на время оставить фантастику и заняться триллерами и детективами. В этот период он снял фильмы «Тот, кто меня бережёт» (1987) с Томом Беренджером; «Чёрный дождь» (1989) с Майклом Дугласом; «Тельма и Луиза» (1991) с Джиной Дэвис и Сьюзен Сарандон. Последний фильм восстановил репутацию Скотта как коммерчески успешного режиссёра. Однако вышедшая в 1992 году историческая драма «1492: Завоевание рая», в которой Жерар Депардьё исполнил роль Христофора Колумба, снова провалилась в прокате.
Выходят фильмы «Белый шквал» (1996) и «Солдат Джейн» (1997).
Благодаря успеху фильма Ридли Скотта «Гладиатор» (2000) критики заговорили о возрождении исторического жанра в кино. Крупнобюджетный пеплум с Расселом Кроу после ряда неудач привлёк внимание и к самому режиссёру.

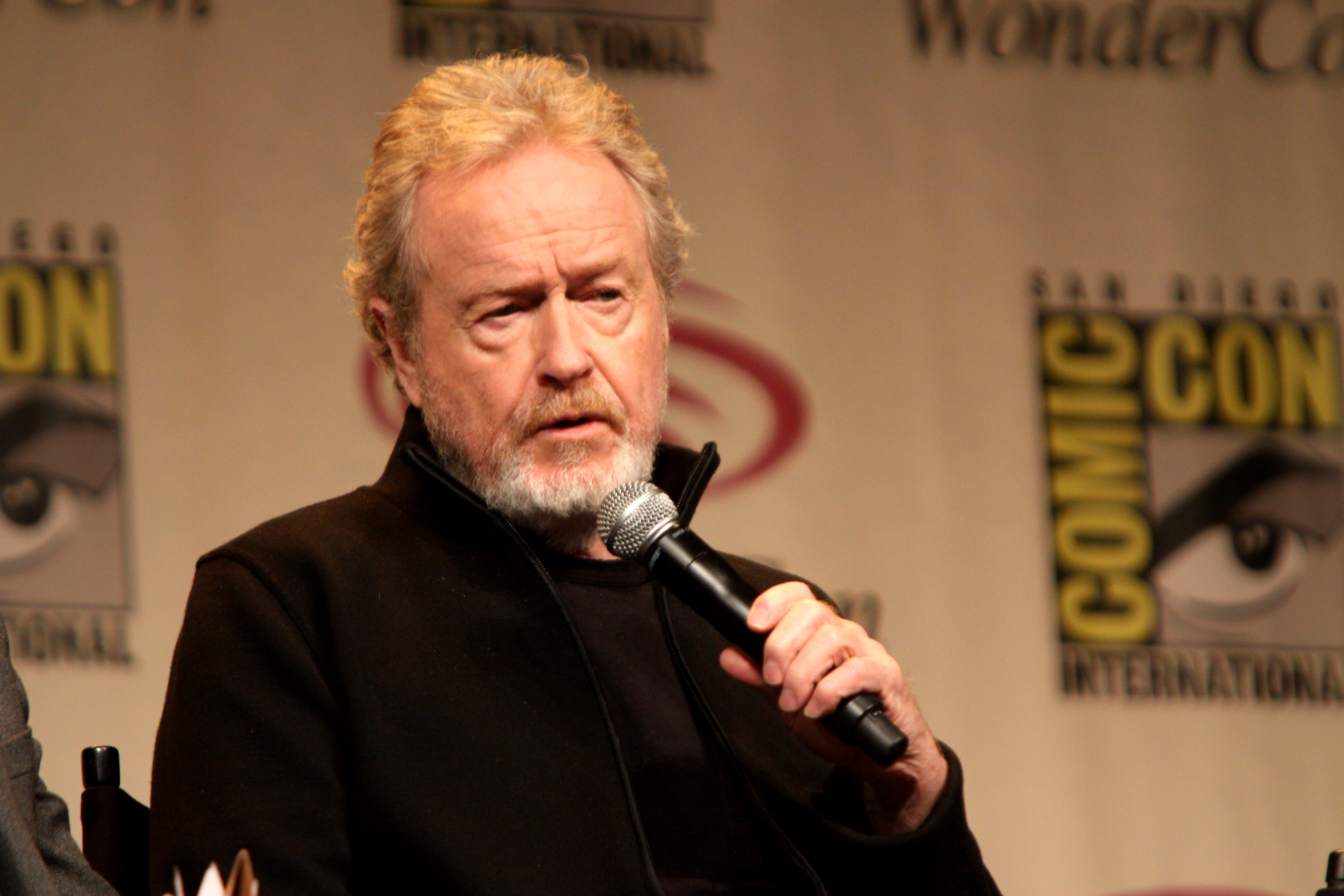
Ридли Скотт на WonderCon 2012

В 2001 году на экран вышло два фильма Скотта. Первый — «Ганнибал», ставший сиквелом триллера «Молчание ягнят», с тем же Энтони Хопкинсом в роли людоеда Ганнибала Лектера. В другом фильме — военной драме «Чёрный ястреб» о сражении в Могадишо — критики увидели преодоление «вьетнамского синдрома» в американском обществе. По мнению Виктора Матизена, режиссёр считает, что «американцам есть что защищать за тысячи миль от родной земли, есть смысл считать „чужую“ войну своей». Этот фильм режиссёр посвятил памяти матери, которая умерла в 2001 году.
Скотт продолжал пробовать себя в разных жанрах. После криминальной комедии «Великолепная афера» (2003) с Николасом Кейджем последовал исторический фильм о Третьем крестовом походе «Царство небесное» (2005). В том же 2005 году Скотт снял фильм для антологии «Невидимые дети», которая являлась частью всемирного проекта ЮНИСЕФ и Всемирной продовольственной программы ООН и в которой приняли участие ещё шесть режиссёров, в том числе Джон Ву и Эмир Кустурица.
Продолжалось сотрудничество с актёром Расселом Кроу: в 2006 году на экраны вышел фильм «Хороший год» — лёгкая, изящная лента в совершенно непривычном для Ридли Скотта жанре романтической комедии, а в 2007 — триллер «Гангстер», в котором в паре с Кроу снялся Дензел Вашингтон. В 2008 году вышел боевик «Совокупность лжи», где снялись Леонардо Ди Каприо и Рассел Кроу. В 2010 году вышел исторический боевик «Робин Гуд» с Расселом Кроу в заглавной роли.
Из продюсерских работ Скотта последнего времени можно выделить двухсерийный фильм «Штамм „Андромеда“» (2008; экранизация одноимённого романа Майкла Крайтона), детективный сериал «4исла» (2005—2010), сериал в жанре юридической драмы «Хорошая жена» (2009—2016), а также «Прометей» 2012 года.
В 2017 году вышел фильм «Чужой: Завет», было заявлено о съёмках следующего фильма — «Чужой: Пробуждение». В 2021 году состоялась премьера фильмов «Последняя дуэль» и «Дом Gucci», в ноябре 2023 года на экраны вышла картина «Наполеон». На ноябрь 2024 года запланирован выход в прокат «Гладиатора 2». Известно, что следующий проект Скотта — экранизация романа С. Крэйга Залера «Духи рваной земли». В феврале 2024 года студия Paramount Pictures предложила Ридли Скотту снять фильм о музыкальной группе Bee Gees.

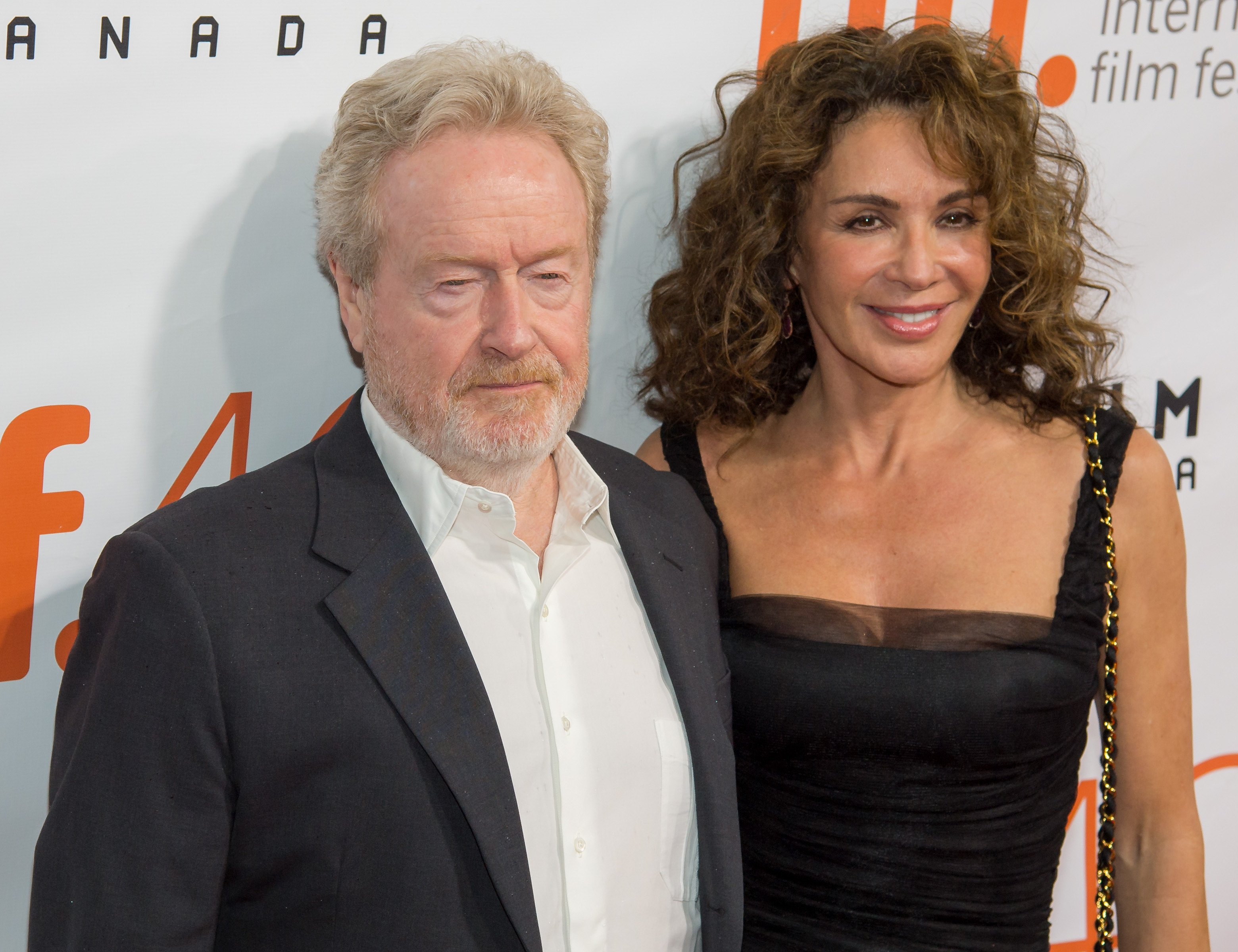
Ридли Скотт и его жена Джанина Фасио на кинофестивале в Торонто

### Личная жизнь
Скотт был официально дважды женат. Первый брак с Фелисити Хейвуд продлился с 1964 по 1975 год, второй с Сэнди Уотсон с 1979 по 1989. Его сыновья Джейк, Люк и дочь Джордан стали режиссёрами.
Живёт в фактическом браке с актрисой Джанниной Фачо (родилась в 1955 году), которая стабильно играет эпизодические роли в его фильмах (в частности сыграла роль жены генерала Максимуса в «Гладиаторе» и мать учёного Элизабет Шоу в «Прометее»).
Старший брат Фрэнк скончался от рака кожи в 1980 году. Младший брат Тони, также режиссёр и продюсер, покончил жизнь самоубийством в 2012 году в возрасте 68 лет.

## Фильмография

### Фильмы
| Год  | Русское название                              | Оригинальное название                                      | Режиссёр | Продюсер | Исполн. продюсер | Примечание                                                |
| ---- | --------------------------------------------- | ---------------------------------------------------------- | -------- | -------- | ---------------- | --------------------------------------------------------- |
| 1965 | Парень и велосипед                            | Boy and Bicycle                                            | Да       | Да       | Нет              | Сценарист, оператор. Короткометражный фильм.              |
| 1971 | Поход гордой матери в супермаркет 87670       | RHM Mother's Pride Supermarket Raid 87670                  | Нет      | Да       | Нет              | Короткометражный фильм                                    |
| 1977 | Дуэлянты                                      | The Duellists                                              | Да       | Нет      | Нет              | Оператор                                                  |
| 1979 | Чужой                                         | Alien                                                      | Да       | Нет      | Нет              |                                                           |
| 1982 | Бегущий по лезвию                             | Blade Runner                                               | Да       | Нет      | Нет              | Сопродюсер (в титрах не указано)                          |
| 1985 | Легенда                                       | Legend                                                     | Да       | Нет      | Нет              |                                                           |
| 1987 | Тот, кто меня бережёт                         | Someone to Watch Over Me                                   | Да       | Нет      | Да               |                                                           |
| 1989 | Чёрный дождь                                  | Black Rain                                                 | Да       | Нет      | Нет              |                                                           |
| 1991 | Тельма и Луиза                                | Thelma & Louise                                            | Да       | Да       | Нет              |                                                           |
| 1991 | Король рекламы                                | The King of Ads                                            | Да       | Нет      | Нет              | Документальный фильм. Один из 50 режиссёров проекта.      |
| 1992 | 1492: Завоевание рая                          | 1492: Conquest of Paradise                                 | Да       | Да       | Нет              |                                                           |
| 1993 | Король рекламы, часть 2                       | The King of Ads, Part 2                                    | Да       | Нет      | Нет              | Документальный фильм. Один из 10 режиссёров проекта.      |
| 1994 | Неприятности с обезьянкой                     | Monkey Trouble                                             | Нет      | Нет      | Да               |                                                           |
| 1994 | Версия Браунинга                              | The Browning Version                                       | Нет      | Да       | Нет              |                                                           |
| 1996 | Белый шквал                                   | White Squall                                               | Да       | Нет      | Да               |                                                           |
| 1997 | Солдат Джейн                                  | G.I. Jane                                                  | Да       | Да       | Нет              |                                                           |
| 1998 | Мишени                                        | Clay Pigeons                                               | Нет      | Да       | Нет              |                                                           |
| 2000 | Там где деньги                                | Where the Money Is                                         | Нет      | Да       | Нет              |                                                           |
| 2000 | Гладиатор                                     | Gladiator                                                  | Да       | Нет      | Нет              | Оператор и исполнительный продюсер (в титрах не указано)  |
| 2001 | Ганнибал                                      | Hannibal                                                   | Да       | Да       | Нет              | Исполнительный музыкальный продюсер (в титрах не указано) |
| 2001 | Чёрный ястреб                                 | Black Hawk Down                                            | Да       | Да       | Нет              |                                                           |
| 2002 | Заложник                                      | Hostage                                                    | Нет      | Нет      | Да               | Короткометражный фильм                                    |
| 2002 | Сделка с Дьяволом                             | Beat the Devil                                             | Нет      | Нет      | Да               | Короткометражный фильм                                    |
| 2002 | Маятник                                       | Ticker                                                     | Нет      | Нет      | Да               | Короткометражный фильм                                    |
| 2003 | Великолепная афера                            | Matchstick Men                                             | Да       | Да       | Нет              |                                                           |
| 2005 | Царство небесное                              | Kingdom of Heaven                                          | Да       | Да       | Нет              |                                                           |
| 2005 | Невидимые дети                                | All the Invisible Children                                 | Да       | Нет      | Нет              | Один из 8 режиссёров проекта                              |
| 2005 | Подальше от тебя                              | In Her Shoes                                               | Нет      | Да       | Нет              |                                                           |
| 2006 | Тристан и Изольда                             | Tristan & Isolde                                           | Нет      | Нет      | Да               |                                                           |
| 2006 | Хороший год                                   | A Good Year                                                | Да       | Да       | Нет              |                                                           |
| 2007 | Как трусливый Роберт Форд убил Джесси Джеймса | The Assassination of Jesse James by the Coward Robert Ford | Нет      | Да       | Нет              |                                                           |
| 2007 | Гангстер                                      | American Gangster                                          | Да       | Да       | Нет              |                                                           |
| 2008 | Совокупность лжи                              | Body of Lies                                               | Да       | Да       | Нет              |                                                           |
| 2009 | Обличитель                                    | Tell-Tate                                                  | Нет      | Да       | Нет              |                                                           |
| 2009 | Трещины                                       | Cracks                                                     | Нет      | Нет      | Да               |                                                           |
| 2010 | Сайрус                                        | Cyrus                                                      | Нет      | Нет      | Да               |                                                           |
| 2010 | Добро пожаловать к Райли                      | Welcome to the Rileys                                      | Нет      | Нет      | Да               |                                                           |
| 2010 | Робин Гуд                                     | Robin Hood                                                 | Да       | Да       | Нет              |                                                           |
| 2010 | Команда-А                                     | The A-Team                                                 | Нет      | Нет      | Да               |                                                           |
| 2010 |                                               | Thunder Perfect Mind                                       | Да       | Нет      | Нет              |                                                           |
| 2011 | Жизнь за один день                            | Life in a Day                                              | Нет      | Нет      | Да               | Документальный фильм                                      |
| 2011 | Схватка                                       | The Grey                                                   | Нет      | Да       | Нет              |                                                           |
| 2012 | Прометей                                      | Prometheus                                                 | Да       | Да       | Нет              |                                                           |
| 2012 | Оплётка                                       | Loom                                                       | Нет      | Нет      | Да               | Короткометражный фильм                                    |
| 2012 | Спецотряд Призрак: Альфа                      | Ghost Recon: Alpha                                         | Нет      | Да       | Нет              | Короткометражный фильм                                    |
| 2012 | Британия за день                              | Britain in a Day                                           | Нет      | Нет      | Да               | Документальный фильм                                      |
| 2012 | Япония за день                                | Japan in a Day                                             | Нет      | Нет      | Да               | Документальный фильм                                      |
| 2012 | Полярный медведь                              | The Polar Bears                                            | Нет      | Да       | Нет              | Короткометражный фильм                                    |
| 2013 | Порочные игры                                 | Stoker                                                     | Нет      | Да       | Нет              |                                                           |
| 2013 | Группировка «Восток»                          | The East                                                   | Нет      | Да       | Нет              |                                                           |
| 2013 | Добро пожаловать в капкан                     | Welcome to the Punch                                       | Нет      | Нет      | Да               |                                                           |
| 2013 | Спрингстин и я                                | Springsteen & I                                            | Нет      | Нет      | Да               | Документальный фильм                                      |
| 2013 | Советник                                      | The Counselor                                              | Да       | Да       | Нет              |                                                           |
| 2013 | Из пекла                                      | Out of the Furnace                                         | Нет      | Да       | Нет              |                                                           |
| 2013 | Убийство Кеннеди                              | Killing Kennedy                                            | Нет      | Да       | Нет              | Документальный фильм                                      |
| 2014 | 1.24.14                                       | 1.24.14                                                    | Нет      | Да       | Нет              | Короткометражный фильм                                    |
| 2014 | Италия за день                                | Italy in a Day                                             | Нет      | Нет      | Да               | Документальный фильм                                      |
| 2014 | Прежде, чем я усну                            | Before I Go to Sleep                                       | Нет      | Нет      | Да               |                                                           |
| 2014 | Исход: Цари и боги                            | Exodus: Gods and Kings                                     | Да       | Да       | Нет              |                                                           |
| 2014 | Достать Санту                                 | Get Santa                                                  | Нет      | Нет      | Да               |                                                           |
| 2014 | Аннабель: Нить голых лампочек                 | Annabel's: A String of Naked Lightbulbs                    | Нет      | Нет      | Да               | Документальный фильм                                      |
| 2015 | Номер 44                                      | Child 44                                                   | Нет      | Да       | Нет              |                                                           |
| 2015 | Ноль                                          | Zero                                                       | Нет      | Нет      | Да               | Короткометражный фильм                                    |
| 2015 | Равные                                        | Equals                                                     | Нет      | Нет      | Да               |                                                           |
| 2015 | Марсианин                                     | The Martian                                                | Да       | Да       | Нет              |                                                           |
| 2015 | Защитник                                      | Concussion                                                 | Нет      | Да       | Нет              |                                                           |
| 2016 | Марсианский опыт VR                           | The Martian VR Experience                                  | Нет      | Нет      | Да               | Короткометражный фильм                                    |
| 2016 | Индия за день                                 | India in a Day                                             | Нет      | Нет      | Да               | Документальный фильм                                      |
| 2016 | Морган                                        | Morgan                                                     | Нет      | Да       | Нет              |                                                           |
| 2016 | Майндхорн                                     | Mindhorn                                                   | Нет      | Нет      | Да               |                                                           |
| 2017 | Новизна                                       | Newness                                                    | Нет      | Нет      | Да               |                                                           |
| 2017 | Клайв Дэвис: Саундтрек наших жизней           | Clive Davis: The Soundtrack of Our Lives                   | Нет      | Нет      | Да               | Документальный фильм                                      |
| 2017 | Забытый Феникс                                | Phoenix Forgotten                                          | Нет      | Да       | Нет              |                                                           |
| 2017 | Чужой: Завет — Пролог: Связующее звено        | Alien: Covenant — Prologue: The Crossing                   | Да       | Нет      | Нет              | Короткометражный фильм                                    |
| 2017 | Чужой: Завет — Пролог: Тайная вечеря          | Alien: Covenant — Prologue: Last Supper                    | Нет      | Нет      | Нет              | Сценарист. Короткометражный фильм.                        |
| 2017 | Чужой: Завет                                  | Alien: Covenant                                            | Да       | Да       | Нет              |                                                           |
| 2017 | Уотергейт: Крушение Белого дома               | Mark Felt: The Man Who Brought Down the White House        | Нет      | Да       | Нет              |                                                           |
| 2017 | Бегущий по лезвию 2049                        | Blade Runner 2049                                          | Нет      | Нет      | Да               |                                                           |
| 2017 | Убийство в «Восточном экспрессе»              | Murder on the Orient Express                               | Нет      | Да       | Нет              |                                                           |
| 2017 | Все деньги мира                               | All the Money in the World                                 | Да       | Да       | Нет              |                                                           |
| 2018 | Зои                                           | Zoe                                                        | Нет      | Нет      | Да               |                                                           |
| 2018 | Женщина в огне                                | American Woman                                             | Нет      | Да       | Нет              |                                                           |
| 2019 | Последствия                                   | The Aftermath                                              | Нет      | Нет      | Да               |                                                           |
| 2019 | Последний Вермеер                             | The Last Vermeer                                           | Нет      | Нет      | Да               |                                                           |
| 2019 | Друзья навсегда                               | Our Friend                                                 | Нет      | Нет      | Да               |                                                           |
| 2019 | Страна джунглей                               | Jungleland                                                 | Нет      | Нет      | Да               |                                                           |
| 2019 | Путешествие                                   | The Journey                                                | Да       | Нет      | Нет              | Короткометражный фильм                                    |
| 2019 | Предвестник землетрясения                     | Earthquake Bird                                            | Нет      | Да       | Нет              |                                                           |
| 2020 | Швейцарцы                                     | Switzerlanders                                             | Нет      | Нет      | Да               | Документальный фильм                                      |
| 2020 | Король пончиков                               | The Donut King                                             | Нет      | Нет      | Да               | Документальный фильм                                      |
| 2021 | Жизнь за один день 2020                       | Life in a Day 2020                                         | Нет      | Нет      | Да               | Документальный фильм                                      |
| 2021 | Голая сингулярность                           | Naked Singularity                                          | Нет      | Нет      | Да               |                                                           |
| 2021 | Кипчоге: Последний рубеж                      | Kipchoge: The Last Milestone                               | Нет      | Нет      | Да               | Документальный фильм                                      |
| 2021 | Последняя дуэль                               | The Last Duel                                              | Да       | Да       | Нет              |                                                           |
| 2021 | Дом Gucci                                     | House of Gucci                                             | Да       | Да       | Нет              |                                                           |
| 2022 | Смерть на Ниле                                | Death on the Nile                                          | Нет      | Да       | Нет              |                                                           |
| 2022 |                                               | CURS>R                                                     | Нет      | Нет      | Да               |                                                           |
| 2023 | Наполеон                                      | Napoleon                                                   | Да       | Да       | Нет              |                                                           |
| 2023 | Бостонский душитель                           | Boston Strangler                                           | Нет      | Да       | Нет              |                                                           |
| 2023 | Бесконечная машина                            | The Infinite Machine                                       | Нет      | Да       | Нет              | Фильм о создании Ethereum                                 |
| 2024 | Гладиатор 2                                   | Gladiator 2                                                | Да       | Нет      | Нет              |                                                           |
| TBA  | Собачьи звёзды                                | The Dog Stars                                              | Да       | Нет      | Да               |                                                           |

### Телевидение
| Год                 | Название                                        | Роль в создании                              | Примечания                 |
| ------------------- | ----------------------------------------------- | -------------------------------------------- | -------------------------- |
| 1962                | Би-би-си в воскресном эфире                     | Художник-постановщик                         | Мини-сериал                |
| 1963                | Сегодня ночью                                   | Художник-постановщик                         | Документальный сериал      |
| 1963                | Больше Лики Джим                                | Художник-постановщик                         | Сериал                     |
| 1963                | Около семи                                      | Художник-постановщик                         | Телефильм                  |
| 1963                | Домашняя комедия                                | Художник-постановщик                         | Сериалы                    |
| 1963—1964           | Свидетельство о браке                           | Художник-постановщик                         | Сериалы                    |
| 1964                | Язык любви                                      | Художник-постановщик                         | Телефильм                  |
| 1964                | Блестящий как латунь                            | Художник-постановщик                         | Сериал                     |
| 1965                | Ленивый бандит                                  | Художник-постановщик                         | Телефильм                  |
| 1965                | Р3                                              | Художник-постановщик                         | Сериалы                    |
| 1965                | Из неизвестности                                | Художник-постановщик                         | Сериалы                    |
| 1965                | Зет Кары                                        | Режиссёр                                     | Сериалы                    |
| 1966                | Тридцатиминутный театр                          | Режиссёр                                     | Сериалы                    |
| 1966—1967           | Адам Адамант жив!                               | Режиссёр                                     | Сериалы                    |
| 1967                | Получасовые истории                             | Режиссёр                                     | Сериалы                    |
| 1967                | Информатор                                      | Режиссёр                                     | Сериалы                    |
| 1969                | К решению проблемы                              | Режиссёр                                     | Сериалы                    |
| 1997—1999           | Голод                                           | Исполнительный продюсер                      | Сериалы                    |
| 1999                | Проект 281                                      | Исполнительный продюсер                      | Телефильмы                 |
| 2000                | Последние дебаты                                | Исполнительный продюсер                      | Телефильмы                 |
| 2002                | AFP: Американский пилот истребителя             | Исполнительный продюсер                      | Сериал                     |
| 2002                | Черчилль                                        | Исполнительный продюсер                      | Телефильм                  |
| 2005—2010           | 4исла                                           | Исполнительный продюсер                      | Сериал                     |
| 2006                | Орфей                                           | Исполнительный продюсер                      | Телефильм                  |
| 2007                | Контора                                         | Исполнительный продюсер                      | Сериал                     |
| 2007                | Собачьи законы                                  | Исполнительный продюсер                      | Телефильм                  |
| 2008                | Вирус «Андромеда»                               | Исполнительный продюсер                      | Мини-сериал                |
| 2009                | Навстречу шторму                                | Исполнительный продюсер                      | Телефильм                  |
| 2009—2016           | Хорошая жена                                    | Исполнительный продюсер                      | Сериал                     |
| 2010                | Настоящий Робин Гуд                             | Исполнительный продюсер                      | Документальный телефильм   |
| 2010                | Столпы Земли                                    | Исполнительный продюсер                      | Мини-сериал                |
| 2010                | Кочевники                                       | Исполнительный продюсер                      | Телефильм                  |
| 2011                | Геттисберг                                      | Исполнительный продюсер                      | Документальный телефильм   |
| 2011—2012           | Фантасты-предсказатели                          | Исполнительный продюсер                      | Документальный сериал      |
| 2011—2012           | Элита Call of Duty: Вечерние пятничные поединки | Исполнительный продюсер                      | Сериал                     |
| 2012                | Кома                                            | Исполнительный продюсер                      | Мини-сериалы               |
| 2012                | Мир без конца                                   | Продюсер                                     | Мини-сериалы               |
| 2012                | Лабиринт                                        | Продюсер                                     | Мини-сериалы               |
| 2013                | Ватикан                                         | Режиссёр, исполнительный продюсер            | Телефильмы                 |
| 2013                | Убийство Линкольна                              | Продюсер, исполнительный продюсер            | Телефильмы                 |
| 2013                | Преступления века                               | Исполнительный продюсер                      | Мини-сериал                |
| 2013                | Убийство Кеннеди                                | Исполнительный продюсер                      | Телефильм                  |
| 2014                | Клондайк                                        | Исполнительный продюсер                      | Мини-сериал                |
| 2014                | Halo: Сумерки                                   | Исполнительный продюсер                      | Сериалы                    |
| 2014                | Гэлинтайм                                       | Исполнительный продюсер                      | Сериалы                    |
| 2015                | Убийство Иисуса                                 | Исполнительный продюсер                      | Телефильм                  |
| 2015—2016           | Человек в высоком замке                         | Исполнительный продюсер                      | Сериал                     |
| 2016                | Улица милосердия                                | Исполнительный продюсер                      | Сериал                     |
| 2016                | Жан-Клод Ван Джонсон                            | Исполнительный продюсер                      | Короткометражный телефильм |
| 2016                | Безмозглые                                      | Исполнительный продюсер                      | Сериал                     |
| 2016                | Убийство Рейгана                                | Исполнительный продюсер                      | Телефильм                  |
| 2017                | Террор                                          | Исполнительный продюсер                      | Сериалы                    |
| 2017                | Странный Ангел                                  | Исполнительный продюсер                      | Сериалы                    |
| 2017                | Табу                                            | Исполнительный продюсер                      | Сериалы                    |
| 2017                | Хорошая борьба                                  |                                              | Сериалы                    |
| 2020                | Воспитанные волками                             | Исполнительный продюсер, режиссёр двух серий | Сериал                     |
| 2025                | Чужой: Земля                                    | Исполнительный продюсер                      | Сериал                     |
| Готовятся к выходу: |                                                 |                                              |                            |
| TBA                 | Проход                                          | Исполнительный продюсер                      | Телефильм                  |
| TBA                 | Горячая зона                                    | Исполнительный продюсер                      | Мини-сериал                |
| TBA                 | Убийство Пэттона                                | Исполнительный продюсер                      | Телефильм                  |

## Награды и номинации
- 2010 — премия «Британия» за всемирно значимый вклад в кинематограф

| Премия                              | Год  | Фильм                      | Категория                            | Результат |
| ----------------------------------- | ---- | -------------------------- | ------------------------------------ | --------- |
| «Оскар»                             | 1992 | «Тельма и Луиза»           | Лучший режиссёр                      | Номинация |
| «Оскар»                             | 2001 | «Гладиатор»                | Лучший режиссёр                      | Номинация |
| «Оскар»                             | 2002 | «Чёрный ястреб»            | Лучший режиссёр                      | Номинация |
| «Оскар»                             | 2016 | «Марсианин»                | Лучший фильм                         | Номинация |
| «Золотой глобус»                    | 2001 | «Гладиатор»                | Лучший режиссёр                      | Номинация |
| «Золотой глобус»                    | 2008 | «Гангстер»                 | Лучший режиссёр                      | Номинация |
| «Золотой глобус»                    | 2016 | «Марсианин»                | Лучший режиссёр                      | Номинация |
| «Золотой глобус»                    | 2018 | «Все деньги мира»          | Лучший режиссёр                      | Номинация |
| BAFTA                               | 1992 | «Тельма и Луиза»           | Лучший фильм                         | Номинация |
| BAFTA                               | 1992 | «Тельма и Луиза»           | Лучший режиссёр                      | Номинация |
| BAFTA                               | 1995 |                            | Michael Balcon Award                 | Победа    |
| BAFTA                               | 2001 | «Гладиатор»                | Лучший режиссёр                      | Номинация |
| BAFTA                               | 2008 | «Гангстер»                 | Лучший фильм                         | Номинация |
| BAFTA                               | 2016 | «Марсианин»                | Лучший режиссёр                      | Номинация |
| BAFTA                               | 2018 |                            | Academy Fellowship                   | Победа    |
| BAFTA                               | 2022 | «Дом Gucci»                | Лучший британский фильм              | Номинация |
| BAFTA                               | 2024 | «Наполеон»                 | Лучший британский фильм              | Номинация |
| «Эмми»                              | 2000 | «Проект 281»               | Лучший телефильм                     | Номинация |
| «Эмми»                              | 2002 | «Черчилль»                 | Лучший телефильм                     | Победа    |
| «Эмми»                              | 2008 | «Штамм «Андромеда»»        | Лучший мини-сериал                   | Номинация |
| «Эмми»                              | 2009 | «Навстречу шторму»         | Лучший телефильм                     | Номинация |
| «Эмми»                              | 2010 | «Хорошая жена»             | Лучший драматический сериал          | Номинация |
| «Эмми»                              | 2011 | «Хорошая жена»             | Лучший драматический сериал          | Номинация |
| «Эмми»                              | 2011 | «Столпы Земли»             | Лучший мини-сериал                   | Номинация |
| «Эмми»                              | 2011 | «Геттисберг»               | Лучший документальный фильм          | Победа    |
| «Эмми»                              | 2014 | «Убийство Кеннеди»         | Лучший телефильм                     | Номинация |
| «Эмми»                              | 2015 | «Убийство Иисуса»          | Лучший телефильм                     | Номинация |
| «Выбор критиков»                    | 2001 | «Гладиатор»                | Лучший режиссёр                      | Номинация |
| «Выбор критиков»                    | 2016 | «Марсианин»                | Лучший режиссёр                      | Номинация |
| «Сатурн»                            | 1980 | «Чужой»                    | Лучший режиссёр                      | Победа    |
| «Сатурн»                            | 1983 | «Бегущий по лезвию»        | Лучший режиссёр                      | Номинация |
| «Сатурн»                            | 2001 | «Гладиатор»                | Лучший режиссёр                      | Номинация |
| «Сатурн»                            | 2004 |                            | George Pal Memorial Award            | Победа    |
| «Сатурн»                            | 2016 | «Марсианин»                | Лучший режиссёр                      | Победа    |
| «Спутник»                           | 2001 | «Гладиатор»                | Лучший режиссёр                      | Номинация |
| «Спутник»                           | 2016 | «Марсианин»                | Лучший режиссёр                      | Номинация |
| Венецианский кинофестиваль          | 1985 | «Легенда»                  | Золотой лев                          | Номинация |
| Венецианский кинофестиваль          | 2021 |                            | Cartier Glory to the Filmmaker Award | Победа    |
| Каннский кинофестиваль              | 1977 | «Дуэлянты»                 | Золотая пальмовая ветвь              | Номинация |
| Каннский кинофестиваль              | 1977 | «Дуэлянты»                 | Лучший дебют                         | Победа    |
| «Сезар»                             | 1992 | «Тельма и Луиза»           | Лучший иностранный фильм             | Номинация |
| «Давид ди Донателло»                | 1978 | «Дуэлянты»                 | Лучший иностранный режиссёр          | Номинация |
| «Давид ди Донателло»                | 1992 | «Тельма и Луиза»           | Лучший иностранный фильм             | Номинация |
| Национальный совет кинокритиков США | 2015 | «Марсианин»                | Лучший режиссёр                      | Победа    |
| Премия Гильдии режиссёров США       | 1992 | «Тельма и Луиза»           | Лучший режиссёр                      | Номинация |
| Премия Гильдии режиссёров США       | 2001 | «Гладиатор»                | Лучший режиссёр                      | Номинация |
| Премия Гильдии режиссёров США       | 2002 | «Чёрный ястреб»            | Лучший режиссёр                      | Номинация |
| Премия Гильдии режиссёров США       | 2016 | «Марсианин»                | Лучший режиссёр                      | Номинация |
| Премия Гильдии режиссёров США       | 2017 |                            | Награда за жизненные достижения      | Победа    |
| Премия Гильдии режиссёров США       | 2020 | «Hennessy X.O: Семь миров» | Лучший режиссёр рекламного видео     | Номинация |
| Премия Гильдии продюсеров США       | 2003 | «Черчилль»                 | Лучший телепроект                    | Номинация |
| Премия Гильдии продюсеров США       | 2011 | «Столпы Земли»             | Лучший телепроект                    | Номинация |
| Премия Гильдии продюсеров США       | 2012 | «Хорошая жена»             | Лучший эпизод драматического сериала | Номинация |
| Премия Гильдии продюсеров США       | 2014 | «Убийство Кеннеди»         | Лучший телепроект                    | Номинация |
| Премия Гильдии продюсеров США       | 2016 | «Марсианин»                | Лучший фильм                         | Номинация |

### на английском языке
- Scanlon, Paul; Cross, Michael (2012). The Book of Alien. London: Titan Books, 112 pages, ill. ISBN 978-1-8528-6483-5.